# Joseph Mauborgne

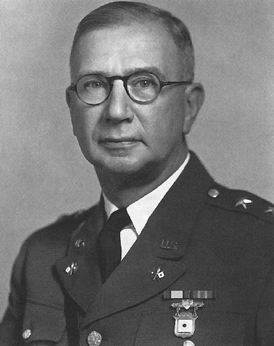
Joseph Mauborgne in der Uniform eines Generalmajors der US Army

Joseph Oswald Mauborgne (* 26. Februar 1881 in Brooklyn, New York City; † 7. Juni 1971 nahe Atlanta) war ein US-amerikanischer Offizier und Kryptologe.

## Leben und Werk

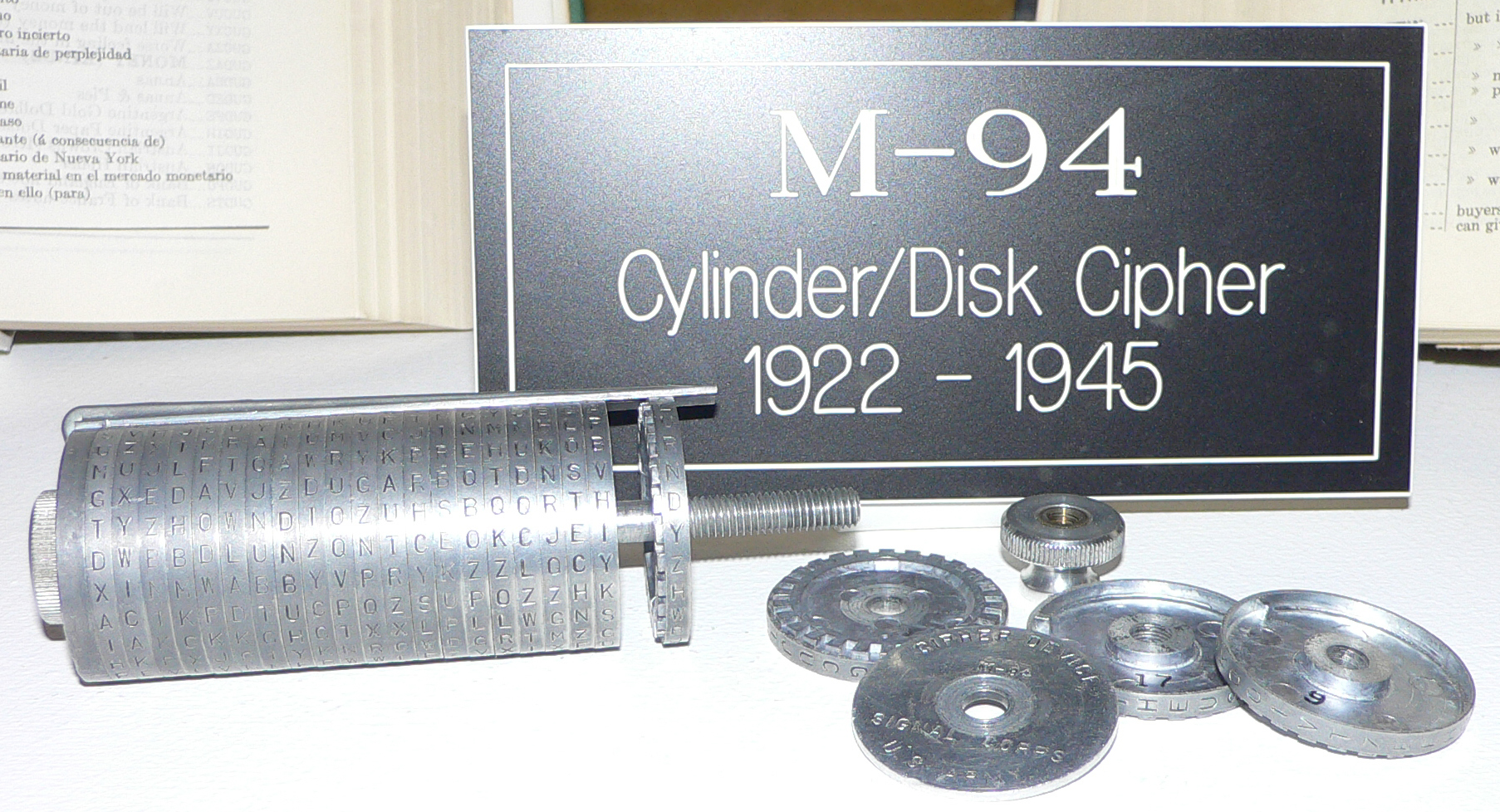
Chiffrierzylinder M-94 im Nationalen Kryptologischen Museum (NCM) der USA

Er publizierte 1914 die erste bekannte Lösung der Playfair-Verschlüsselung und entwickelte ab 1918 zusammen mit Gilbert Vernam das One-Time-Pad (deutsch: Einmalschlüssel-Verfahren). Im Range zunächst eines Hauptmanns und später eines Majors verfeinerte er die Ausgestaltung des durch seinen Kollegen Parker Hitt (1878–1971) vorgeschlagenen Chiffrierzylinders zum schließlich im Jahr 1921 feldtauglichen Chiffriersystem M-94 (Bild) beim United States Army Signal Corps, also der Fernmeldetruppe des US-amerikanischen Heeres.
Nach dem Ersten Weltkrieg trug er weiter zur Verbesserung und Vervollkommnung der Fernmeldemethoden innerhalb der amerikanischen Armee bei. Dabei bekleidete er die Funktionen des Chefs der Forschungs- und Entwicklungsabteilung des Signal Corps und des Leiters des entsprechenden Labors bei der amerikanischen Kalibrierbehörde, dem National Bureau of Standards (NBS, heute NIST für National Institute of Standards and Technology). Mauborgne erreichte den Dienstgrad eines Generalmajors (englisch Major General) in der US-Armee und war in der Zeit von 1937 bis zum 30. September 1941, unmittelbar bis kurz vor dem japanischen Angriff auf Pearl Harbor, Chief signal officer of the Army, also Chef des United States Army Signal Corps (amerikanische Fernmeldetruppe).
Während seiner Tätigkeit überwachte er auch die Fertigung der amerikanischen Radargeräte vom Typ SCR-268 und SCR-270. Nur wenige Monate nach seiner Pensionierung entdeckten am frühen Morgen des 7. Dezember 1941 zwei Soldaten seiner Fernmeldeeinheit auf Hawaii mithilfe eines SCR-270-Radargeräts in über 200 km Entfernung einen Verband japanischer Flugzeuge, die sich gerade auf ihrem Weg zum Luftangriff auf Pearl Harbor befanden.
General Joseph Mauborgne starb nach langer Krankheit 90-jährig in einem Altersheim nahe Atlanta.
Im Jahr 2023 wurde er postum in die Hall of Honor („Ehrenhalle“) der National Security Agency (NSA) aufgenommen.